# Schenkbarsches Haus

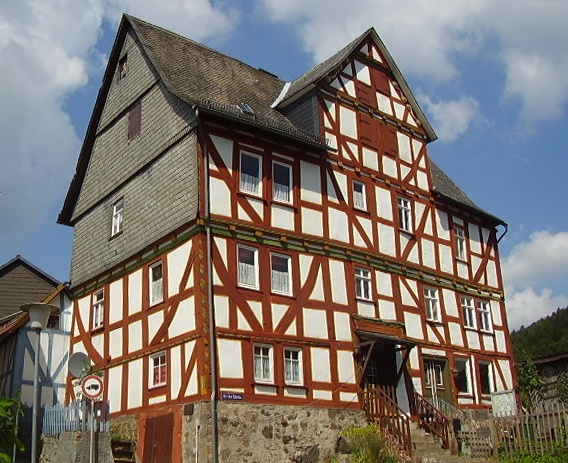
Schenkbarsches Haus

Das Schenkbarsche Haus, auch Schenckbar’sches Haus oder Schenkenschanz’sches Haus genannt, ist das älteste Haus der Kleinstadt Biedenkopf im Hessischen Hinterland in der Straße Bei der Kirche 8–9.
Über einem mittelalterlichen Gewölbe mit romanischem Sandsteinbogen und einem Wehrturm wurde das ursprüngliche Gebäude vor 1254, zur gleichen Zeit wie die früheste Befestigungsanlage und die erste Kirche des Ortes, als Teil der „villa Biedencap“ errichtet. Darüber erheben sich fünf Stockwerke. Die beiden unteren, der sogenannte Hallenbau, wurden in mehreren Bauphasen im Mittelalter als Burgmannshof errichtet. Die drei heutigen oberen Stockwerke wurden 1610 von Schultheiß Schenkbar, nach dem das Haus seit den 1960er Jahren benannt wird, aufgesetzt.

## Architektur
Das dreigeschossige Gebäude mit Zwerchhaus erhebt sich über einem Bruchsteinsockel. Es ist in Ständerbauweise errichtet und hat ein schiefergedecktes Giebeldach. Obergeschoss und Giebeldreiecke der Stirnseite sind ebenfalls verschiefert. Die in der Höhe und in der Fachwerkkonstruktion differierenden Seiten der unteren Stockwerke – deutlich zu unterscheiden von der Aufstockung im 17. Jahrhundert – lassen auf unterschiedliche Bauphasen der beiden ersten Geschosse schließen. Durch Dendrochronologie nachgewiesen wurden folgende Datierungen: Eine Reparatur an der nordöstlichen Hausecke um 1527, Teile der Innenwände 1577/78, Dachstuhl und Westwand 1610.

## Geschichte

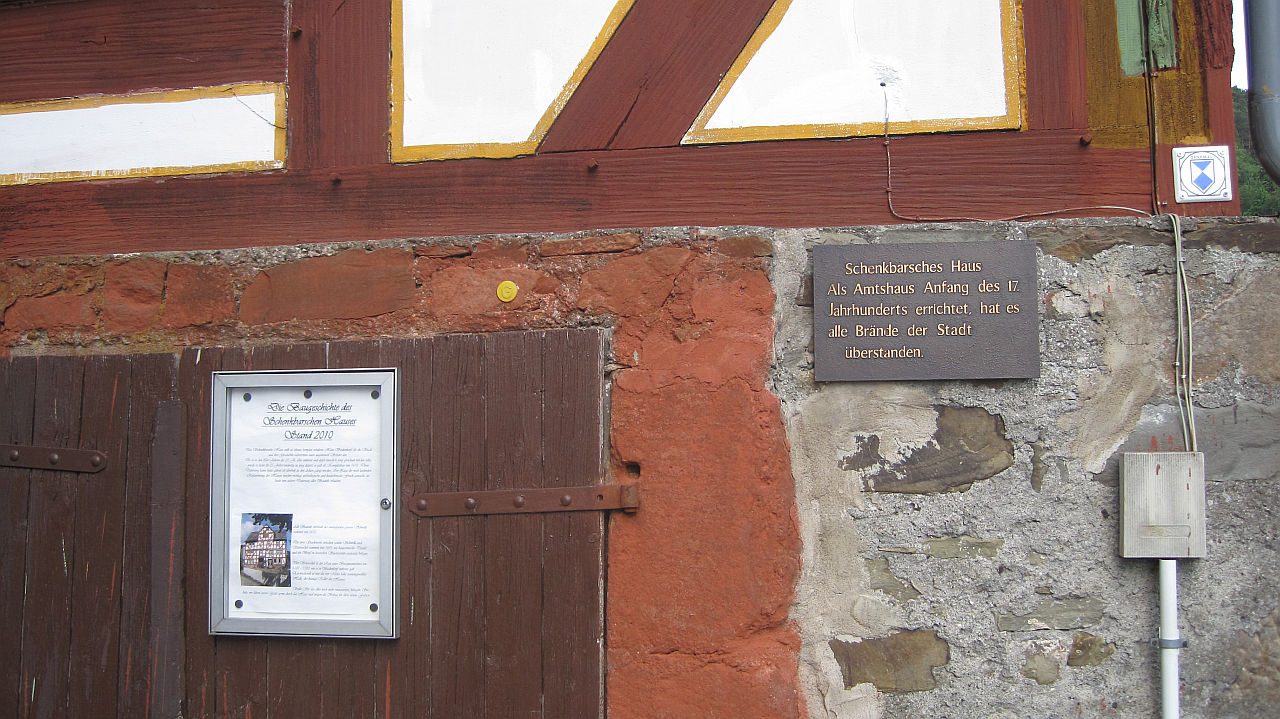
Denkmalschutz-Tafel am Haus und Baugeschichts-Erläuterung

Ursprünglich wurde das Haus als Burgmannshof vor dem Jahr 1254 (Ersterwähnung Biedenkopfs als befestigte Stadt) errichtet. Urkundliche Ersterwähnung findet das Gebäude in einer Verkaufsurkunde aus dem Jahr 1365. Hier verkauft der Ritter Crafft von Döring (siehe auch Döringsburg) sein Haus über dem Kirchhof an Kuntz Ruhl. Innerhalb der Nachkommenschaft des Kuntz Ruhl wurde das Anwesen über die Familien von Münchhausen, Knorre, Iwan, Im Hofe und von Bidencap zum Paradies weitervererbt. 1477 gab die Familie zum Paradies das Gut dem Ludwig von Hohenfels zum Erblehen. Die zum Hof gehörige Gülte wurde 1489 an das Kugelkloster (Brüder vom gemeinsamen Leben) in Marburg verkauft und kam nach der Säkularisation in Besitz der Universität Marburg. Nach dem Aussterben der Adelsfamilie von Hohenfels (hessisches Adelsgeschlecht) ging der Besitz als Erbe an die Herren von Breidenbach zu Breidenstein über, die in dieser Zeit zwei Burglehen mit dazu gehörigen Häusern innehatten. Noch in dieser Zeit wurde das Anwesen in Erinnerung an den früheren Besitzer Rudolf Knorre als "Knorrengut" bezeichnet. Nach dem Tod von Caspar von Breidenbach im Jahr 1541 erbten dessen Schwiegersöhne Hermann Schenck zu Schweinsberg und Hartmann Schutzbar genannt Milchling das Haus und den dazu gehörigen Hofgarten. Nach lang andauernden Erbstreitigkeiten kaufte Landgraf Ludwig IV. (Hessen-Marburg) von Hessen 1575 das Gut. Das Haus und der Hofgarten wurden ab diesem Zeitpunkt durchgehend an die örtlichen Patrizierfamilien als Lehen und später als Erblehen vergeben. Bis zur Ablösung des Lehens und der Privatisierung 1815 wurde das Haus als Amtshaus für den Schultheiß oder auch den Rentmeister genutzt. Nach 1815 wurde es in zwei Haushälften geteilt, was bis 2009 so blieb. Seine historische Bedeutung erlangte das Schenkbarsche Haus aus den mehrfachen Auslagerungen von Institutionen aus Marburg nach Biedenkopf. So wurde, aus Angst vor der Pest, 1563 das Pädagogium der Universität nach Biedenkopf verlagert und 1611 der Sitz hessischen Landesregierung ebenfalls dorthin verlegt.
Im Dreißigjährigen Krieg brachen die Schweden das Dach des Hauses ab und setzten ihre Kanonen darauf, um die Burg, in der die Kaiserlichen lagen, zu beschießen.
Als einziges Haus Biedenkopfs überstand das Schenkbarsche Haus alle Stadtbrände und Brandschatzungen. Daher zählt das Schenkbarsche Haus nicht nur zu den denkmalgeschützten Häusern Hessens, sondern zu dessen Kulturdenkmalen.

## Das Museum
Seit 2010 birgt das Schenkbarsche Haus das Ikonenmuseum Biedenkopf und ein Textilmuseum.
Das Ikonenmuseum Biedenkopf bietet Besuchern die Möglichkeit, sich über russische und griechische Ikonen des 16. bis 19. Jahrhunderts zu informieren, wobei ein besonderer Schwerpunkt auf der Erläuterung der bildlichen Umsetzung zentraler orthodoxer Theologie liegt. Hier findet sich aber auch eine ansehnliche Sammlung von Stücken, die die Herstellung von Ikonen und Ikonenbeschlägen verdeutlichen, wie Übungsbretter aus Malschulen und Matrizen für Ikonenbeschläge. Ein weiterer Schwerpunkt liegt auf der Ikonenrestaurierung.
In den architektonisch bedeutsamen Teilen des Hauses werden den Besuchern die Besonderheiten des Ständerbaus erklärt. Da während der Freilegungsarbeiten 2009 zahlreiche architektonische Details gefunden wurden, die die Bau- und Nutzungsgeschichte dieses Hauses verdeutlichen, wurden die besonders interessanten Wände und Decken offen belassen. Das Schenkbarsche Haus dient jetzt auch als Abschluss der baugeschichtlichen Stadtführungen durch Biedenkopf, um die Technik des Ständerbaus und die grundsätzliche Konstruktionsweise eines Fachwerkhauses vor Augen zu führen.

## Hessischer Denkmalschutzpreis 2012
Für die behutsame Restaurierung erhielten die Besitzer des Hauses 2012 den hessischen Denkmalschutzpreis. Aus der Urkunde:

„Die heutigen Eigentümer, Elvis Benner und Christoph Kaiser, haben das Gebäude im Jahr 2009 erworben und mit einem hohen Maß an Eigenleistung restauriert. Nur für holztechnische Außenarbeiten wurde ein Zimmermann engagiert. Die Eigentümer haben alle Befunde sorgfältig dokumentiert. Alte Fenster wurden belassen oder gemäß dem Vorbild wieder hergestellt, alte Türen aufgearbeitet. Durch die vorbildliche Verwendung von denkmalgerechten Materialien wie Stroh, Lehm und Kalk hat die Sanierung des Hauses heute Vorbildfunktion in der Umgebung … Die Eigentümer haben das nicht nur für Biedenkopf, sondern für die hessische Landesgeschichte so bedeutsame Schenkbar’sche Haus in vorbildlicher Weise und mit außergewöhnlichem Engagement wieder hergestellt. Die Jury war sich einig, dass die Bauherren den Hessischen Denkmalschutzpreis 2012 in ganz besonderer Weise verdient haben.“

## Denkmalschutzpreis des Landkreises Marburg-Biedenkopf 2013
Am 12. November 2013 wurde die Restaurierung des Schenkbarschen Hauses mit dem erstmals vergebenen Denkmalschutzpreis des Landkreises Marburg-Biedenkopf ausgezeichnet. Aus der Pressemitteilung des Landkreises:

„Schenkbarsches Haus: Die Eigentümer Christoph Kaiser und Elvis Benner haben durch umfangreiche Sanierungs- und Renovierungsarbeiten das … Haus mit großem Aufwand, aber sehr behutsam und mit Gespür für historische Materialien und Befunde restauriert. Die Bewahrung und Sichtbarmachung des historischen Bestandes stand dabei im Vordergrund. Die Teilnutzung des Gebäudes als offenes Museum und Kulturstätte führt dazu, dass die Baugeschichte öffentlich gemacht wird und das Gebäude Teil der lokalen Öffentlichkeit in der Stadt wird. Damit erhält das in der Stadtgeschichte Biedenkopfs sehr bedeutende Haus einen Teil seiner früheren Bedeutung wieder zurück. Dieser Ansatz wurde besonders gewürdigt.“